# Sven Nilson (frälsningssoldat)
Sven Nilson, född 11 augusti 1871 i Vanneberga i Skåne, död 19 juni 1919 på Serafimerlasarettet i Stockholm, var en svensk frälsningsofficer (adjutant) och sångförfattare.
Nilsson var frälsningssoldat i Malmö innan han 1892 utbildades till officer i Frälsningsarmén. Han tjänstgjorde efter Krigsskolan i Gävle, Stockholm och Örebro innan han blev ungdomssekreterare vid Högkvarteret i Stockholm.

## Sånger
- Blott ett liv att leva – Lev det för din Gud. Publicerad i Frälsningsarméns sångbok 1929. Skotsk melodi.
- De strålar underskönt från himlafaderns hus Tryckt i Stridsropet nr 51 1911 och Stridsropet nr 37 1928. Melodi av Anders Emil Ferm.